# Route nationale 821
Die Route nationale 821, kurz N 821 oder RN 821, war eine französische Nationalstraße, die von 1933 bis 1973 in zwei Teilen zwischen Chartres und der Nationalstraße 817 westlich von Sougé verlief. Ihre Gesamtlänge betrug 101 Kilometer.